# New World Stages
Koordinaten: 40° 44′ 29,8″ N, 73° 56′ 20″ W
|                                             | Dieser Artikel wurde im Portal New York City zur Verbesserung eingetragen. Als Begründung wurde angegeben: „Vollausbau --Crazy1880 17:02, 13. Jun. 2010 (CEST)“. Hilf mit, ihn zu bearbeiten, und beteilige dich an der Diskussion! |
| Vorlage:Portalhinweis/Wartung/New York City | |

New World Stages ist ein Off-Broadway-Theater in New York City. Das Haus hat fünf Säle.
Von 1994 bis 2001 wurde das Theater als Kino betrieben. Nach längerer Schließung und Umbauten wurde das Theater 2004 unter dem Namen „Dodger Stages“ wiedereröffnet. 2006 ging es in den Besitz von Stage Entertainment über, die es in „New World Stages“ umbenannten. Seit November 2014 gehört das Theater zu The Shubert Organization.